# Johann Jakob Lagemann
Johann Jakob Lagemann (oder Hans Lageman, * 6. Mai 1696 in Unterrieden bei Witzenhausen; † 1766 in Vollmarshausen, heute zu Lohfelden) war ein Büchsenmacher. Er gilt als Erfinder der „Müller-Büchsen“, jene Ganzmetallgewehre die in der Barockzeit sehr verbreitet waren.
Johann Jakob Lagemann übernahm die Obermühle  zusammen mit seinem Bruder von deren Vater Jost, der 1666 starb. Die Waffen von Lagemann wurden in der Mühle geschmiedet und waren in ganz Mitteleuropa populär, sie wurden bald auch nachgeahmt. Seit 1720 wurden „Müller-Büchsen“ auch nach Schweden exportiert.